# 留侯里
25°00′36″N 121°27′16″E / 25.0100482°N 121.4545452°E
留侯里為台灣新北市板橋區轄下之一里，面積約0.0616平方公里，里名緣於漢朝的張良黃石公的故事。亦有一說認為與板橋知名林本源家族始祖「林平侯」有關。留侯里位於清代枋橋古城之內，大眾廟、接雲寺皆位於此，另有沿街式的傳統市場，福德市場。